# Джексон, Джанет
Джанет Дамита Джо Джексон (англ. Janet Damita Jo Jackson; род. 16 мая 1966, Гэри, Индиана) — американская певица, автор песен, продюсер, танцовщица, актриса кино и телевидения. Младшая в семье Джексонов. Впервые попала на сцену в возрасте 7 лет, в 1976 году снялась в сериале The Jacksons. Вплоть до начала 1980-х Джанет снималась в сериалах, в том числе Good Times и Diff’erent Strokes.
В 16 лет Джанет подписала контракт с рекорд-лейблом A&M, который выпустил одноимённый альбом в 1982 году. Её критиковали за весьма скромные вокальные данные и «звёздную» семью. Джанет работала над своим третьим альбомом Control с продюсерским дуэтом Jimmy Jam and Terry Lewis, который принёс ей известность и сделал кумиром MTV. Её последующий альбом, Janet Jackson's Rhythm Nation 1814, стал грандиозным успехом в карьере. Все 7 синглов из альбома попали в первую пятёрку самого престижного американского чарта Billboard Hot 100, а сам диск стал самым продаваемым на территории США в 1990 году. Мировой тираж пластинки превышает 14 миллионов копий.
В 1991 году Джанет подписала многомиллионный контракт с Virgin Records, став одной из самых высокооплачиваемых исполнительниц в мире. Её первый альбом на лейбле — janet. — изменил публичный имидж певицы и сделал из неё секс-символ. В 1993 году Джанет снялась в фильме «Поэтичная Джастис». В конце десятилетия Джанет была названа второй самой успешной певицей 1990-х. All for You стал пятым альбомом певицы, дебютировавшим на первом месте Billboard 200. В 2008 Джанет выпустила альбом Discipline.
По данным журнала Billboard Джанет входит в список самых продаваемых исполнителей за всю историю современной поп музыки, продав по всему миру более 100 миллионов копий своих записей. Американская ассоциация звукозаписывающих компаний определила её на 11 строчку в рейтинге самых продаваемых американских исполнительниц.

## Биография

### 1966—1982: Детство и начало карьеры

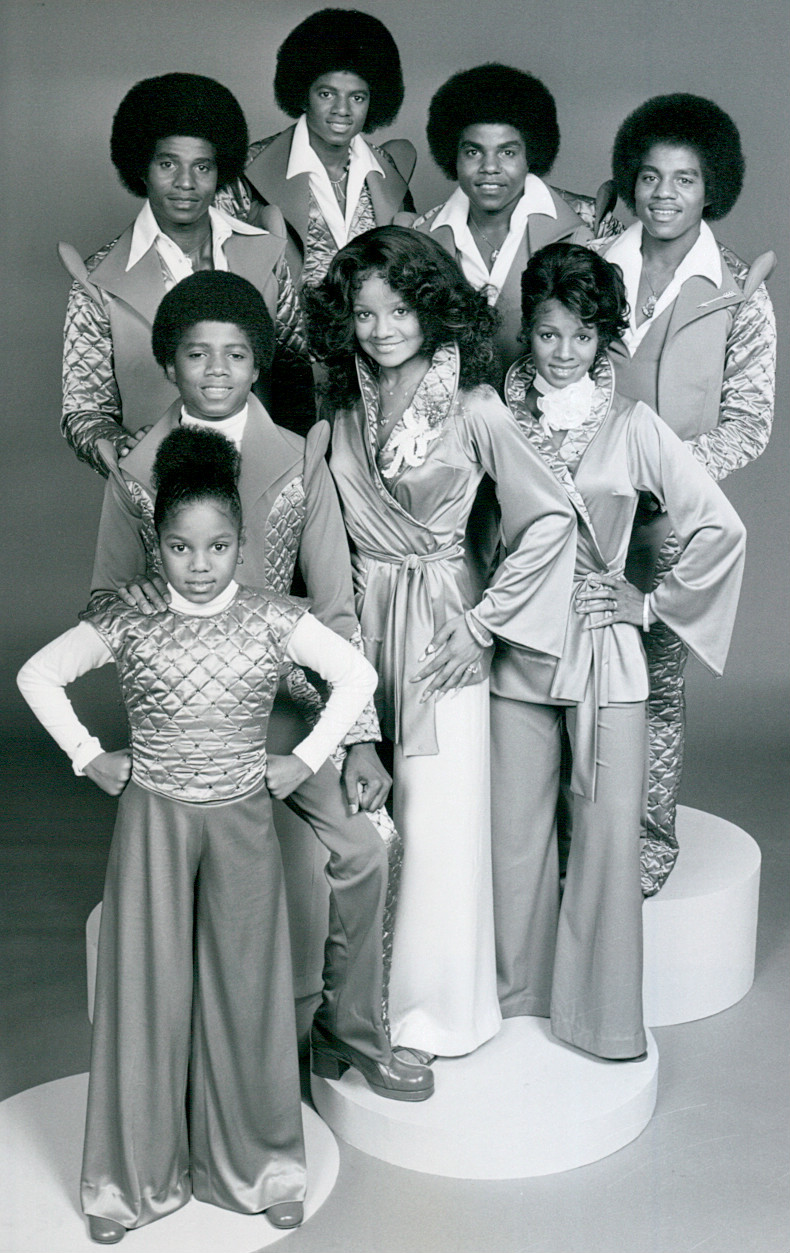
Джанет (в нижнем ряду) в 1976 году на фотосессии семьи Джексонов

Джанет Джексон родилась в американском городе Гэри (штат Индиана), став младшей из девяти детей Кэтрин Эстер (урождённой Скрузе) и Джозефа Уолтера Джексона. Семья Джексонов принадлежала классу мелкой буржуазии и являлась последователями Свидетелей Иеговы. Джанет утверждала, что, несмотря на то, что выросла в семье Свидетелей Иеговы, со временем она отказалась от коллективной религии и стала выстраивать свои отношения с Богом по принципу «один на один». Когда Джанет только училась ходить, её старшие братья — Джеки, Тито, Жермен, Марлон и Майкл — уже исполняли музыкальные номера в ночных клубах и театрах, называясь The Jackson 5. В марте 1969 года их группа подписала контракт со звукозаписывающей компанией Motown и к концу того же года они записали первый из четырёх синглов, последовательно занявших в чартах первые места. Успех квинтета позволил семье переехать в 1971 году в Энсино, пригород Лос-Анджелеса (штат Калифорния), где они поселились в большом особняке под названием Хейвенхёрст. Однако рождённая в семье профессиональных музыкантов Джанет Джексон, чья любовь к лошадям выросла в желание стать профессиональным жокеем, не испытывала никакой тяги к индустрии развлечений. Несмотря на это, её отец решил вопрос карьеры дочери за неё. Позже она призналась, что «никто меня не спрашивал, хочу ли я заниматься шоу-бизнесом… это было ожидаемо».
В 1974 году в возрасте 7 лет, Джанет вышла на сцену в Лас-Вегасе (штат Невада) со своими старшими братьями, выступавшими в регулярном шоу казино MGM. Джейн Корнвелл отметила в биографии певицы (Janet Jackson, 2002 год), что, когда ей исполнилось 8, Джозеф Джексон, назначив себя её менеджером, потребовал от девочки, чтобы отныне она перестала называть его «папой» и обращалась к нему только по имени — «Джозеф». Джанет начала свою карьеру в качестве актрисы в эстрадном представлении The Jacksons Times на канале CBS, в котором также приняли участие и остальные дети Джексонов: Тито, Рибби, Рэнди, Майкл, Марлон, Ла Тойя и Джеки. В 1977 году Джанет была выбрана продюсером Норманом Лиром на роль Пенни Гордон Вудс в ситкоме Good Times. С 1979 до 1980 года Джанет снималась в фильме A New Kind of Family в роли Джоджо Эштон, а позже присоединилась к актёрскому составу сериала Diff’rent Strokes, где играла роль Шарлен Дюпрей с 1981 по 1982 год. Кроме того, она сыграла роль Клео Хьюитт в 4 сезоне телесериала Fame, хотя позже рассказывала, что работа над этим проектом не приносила ей никакой радости.

### 1982—1985: Ранние записи
Хотя Джанет поначалу страшилась начинать музыкальную карьеру, она согласилась принять участие в записях своей семьи. Первым таким опытом стал дуэт с её братом Рэнди — песня «Love Song for Kids», записанная в 1978 году. Когда Джанет исполнилось 16, её отец составил для неё контракт с A&M Records. Её дебютный альбом Janet Jackson, продюсерами которого стали соул-исполнители Анджела Уинбуш, Рене Мур и Фостер Сильверс, вышел в 1982 году, а исполнительным продюсером пластинки был отец Джанет — Джозеф Джексон. Альбом достиг шестой строчки в чарте Hot R&B albums журнала Billboard.
Второй альбом Джанет Dream Street вышел спустя два года. Для помощи в продюсировании её отец нанял своих сыновей — её братьев: Марлон стал соавтором двух песен, а Тито, Джеки и Майкл выступили бэк-вокалистами. Dream Street достиг номера 19 в чарте R&B альбомов, его продажи были ниже дебютного альбома Джанет. Единственный хит альбома Don’t Stand Another Chance поднялся лишь до 9 позиции в чарте R&B синглов журнала Billboard. В конце 1984 года Джанет сбежала со своим другом детства, певцом R&B Джеймсом ДеБаржем и вышла за него замуж. Однако вскоре после этого они развелись, их брак был аннулирован в середине 1985 года.

### 1986—1988:Control
После выхода Dream Street Джексон решила вести свои дела отдельно от семьи. Позже она вспоминала: «Я пыталась сказать отцу, что больше не хочу, чтобы он был моим менеджером. Было бы легче попросить маму сказать ему это за меня, но я должна была сделать это сама». Джексон также заявила, что «просто хотела уйти из дома, из-под гнёта отца, и это было одной из самых трудных задач, которые мне предстояло выполнить: сказать ему, что больше не хочу работать с ним». Для работы над новым альбомом Джанет управляющий A&M Records Джон Макклейн нанял продюсеров Джимми Джема и Терри Льюиса. В течение 6 месяцев они втроём с Джанет записали её третий студийный альбом, Control. Джанет вспоминала, пока записывался альбом, её однажды напугали мужчины, околачивающиеся возле её отеля в Миннеаполисе. Она говорила: «Я возвращалась домой, когда двое парней стали преследовать меня на улице… Вместо того, чтобы побежать за помощью к Джимми или Терри, я приняла боевую стойку. И они отступили. Так родились песни Nasty и What Have You Done for Me Lately — из чувства самозащиты».
Первостепенной задачей Джем и Льюис ставили создание сильной армии поклонников певицы прежде всего среди афроамериканского сообщества. Джем заявлял: «Мы хотели сделать альбом, который будет в каждом чёрном доме Америки… Мы делали чёрный альбом на все времена». Выпущенный в феврале 1986 года, альбом достиг верхней строчки чарта Billboard 200. В обзоре издания Newsweek было отмечено, что альбом стал «альтернативой сентиментальным балладам и напыщенным аранжировкам Пэтти ЛаБелль и Уитни Хьюстон». Роб Хорбургер из Rolling Stone утверждал: «Альбом Control — лучше всего того, что делала Дайана Росс за последние пять лет, и ставит Джанет на позиции начинающей Донны Саммер — нежелающей принять статус новичка и предпринимающей свои собственные шаги, чтобы подняться над этим». Пять синглов из альбома «What Have You Done for Me Lately», «Nasty», «When I Think of You», «Control» и «Let’s Wait Awhile» побывали в пятёрке лучших в чарте Billboard Hot 100. «When I Think of You» при этом стал первым синглом Джексон, занявшим в этом чарте первую строчку. Ещё один сингл, «The Pleasure Principle», достиг номера 14. Хореографию большинства видеоклипов, снятых для альбома, ставила неизвестная тогда Пола Абдул. Джонатан Коэн из журнала Billboard отметил, что «внятный звук и впечатляющая хореография музыкальных видео» не могли быть незамечены телеканалом MTV и помогли ему жанрово расширить программы.
Control пять раз был сертифицирован как платиновый, имея всемирные продажи свыше 10 миллионов копий. Billboard провозгласил этот альбом пятым по распродаваемости альбомом 1986 года в США. Он завоевал 4 награды из 12 номинаций American Music Awards — до сих пор непобитый рекорд, а также был номинирован на звание лучшего альбома года на Grammy Awards в 1987 году. Ричард Рипани, автор книги The New Blue Music: Changes in Rhythm & Blues, 1950—1999 (2006) заметил, что этот альбом стал одной из успешных записей, оказавших влияние на развитие жанра new jack swing, совмещая в себе R&B, фанк, джаз, соул и различные продюсерские техники, появившиеся после середины 80-х. Успех Control, по мнению Рипани, заполнил брешь между R&B и рэпом.

### 1989—1992:Janet Jackson’s Rhythm Nation 1814
В сентябре 1989 года Джанет выпустила свой четвёртый альбом, Janet Jackson’s Rhythm Nation 1814. Несмотря на то, что руководство A&M желало, чтобы альбом был похож на предыдущий, Джанет не хотелось нарушать свою творческую целостность и она намеревалась пропитать свою музыку социальным посылом, который улучшил бы её песни о любви и отношениях. «Я не наивная, — говорила Джанет. — Я знаю, что один альбом или песня не изменят весь мир. Я просто хотела, чтобы моя музыка и танцы привлекали внимание людей и удерживали его достаточно долго, чтобы они услышали текст и то, что я хочу сказать». Продюсер Джимми Джем рассказывал изданию The Boston Globe: «У нас постоянно работал телевизор, обычно на канале CNN… И я полагаю, что социальный уклон таких песен, как Rhythm Nation, State of the World и The Knowledge происходит именно оттуда». Обозреватель журнала Rolling Stone Винс Алетти отметил, что Джанет сдвинулась с позиции «личной свободы к более универсальным темам: несправедливости, безграмотности, преступности, наркомании — не теряя ритма». Ричард Рипани в рецензии альбома указал, что, в отличие от предыдущего, в нём сильнее проявился стиль new jack swing, используются закольцованные семплы, тройной свинг, рэп и присутствуют блюзовые интонации, особенно в заглавной композиции Rhythm Nation.
Достигнув номера 1 в чарте Billboard 200, альбом позже стал шестикратно платиновым, с продажами свыше 12 миллионов копий по всему миру. Этот альбом стал единственным за всю историю чарта Billboard Hot 100, три года подряд занимавший в нём первое место с синглами Miss You Much в 1989, Escapade и Black Cat в 1990 и Love Will Never Do (Without You) в 1991 году, а также единственным альбомом, семь синглов из которого побывали в пятёрке лучших того же чарта. Музыкальное видео на песню Rhythm Nation получило награду Grammy 1989 года. Billboard назвал Rhythm Nation 1814 самым распродаваемым альбомом 1990 года, завоевавшим множество музыкальных наград. Chicago Tribune провозгласило Джанет Джексон царствующей «Принцессой Поп-музыки». Хотя некоторые приписывали успех Джанет её продюсерам, Джимми Джем заявлял, что «когда кто-то говорит, что, мол, она воспользовалась помощью Джимми Джема и Терри Льюиса, следует помнить, что мы, вообще-то, вовсе не Куинси Джонс. Control был нашим первым триумфом. То же с Полой. Это было не то же самое, как если бы Джанет наняла Фреда Астера… Она сильно рисковала со всеми нами».
The Rhythm Nation 1814 Tour — первое мировое турне Джанет в поддержку альбома — имело целью воссоздать на сцене «получившие награды, визуально инновационные» музыкальные клипы с альбомов Rhythm Nation 1814 и Control. В издании Entertainment Weekly его назвали «скрупулёзно поставленным танцевальным спектаклем». Собрав в общей сложности более двух миллионов зрителей, The Rhythm Nation 1814 Tour стало и до сих пор остаётся самым успешным дебютным турне когда-либо существовавших артистов. Когда Джанет начала своё турне, культурное влияние её музыки уже было несомненным. Джоел Сельвин из San Francisco Chronicle писал: «23-летняя [певица] добилась ошеломительного успеха за 4 года, став неотъемлемой частью MTV и основным образцом для подражания среди девочек-подростков всей страны», а Уильям Аллен, тогдашний вице-президент фонда United Negro College Fund, заявил в интервью Los Angeles Times: «Джанет — это образец для всей молодёжи, которому стремятся подражать, и обращение, которое она пытается донести до молодёжи этой страны через тексты альбома Rhythm Nation 1814, имеет положительный эффект». Джанет совместно с United Negro College Fund учредила «Стипендию Нации Ритма» и пожертвовала часть прибыли, полученной от турне, в другие образовательные программы, выделив более полумиллиона долларов на финансирование образовательных проектов. В книге «Международная энциклопедия женщин» 2000 года написано, что успех, которого добилась Джанет в тот период времени, выдвинул её на один уровень с такими артистами, как Майкл Джексон, Мадонна и Тина Тёрнер.
С альбомом Rhythm Nation 1814 завершился её контракт с A&M Records. В 1991 году, будучи приглашённой лично владельцем Virgin Records Ричардом Брэнсоном, Джанет подписала с этим лейблом многомиллионный контракт, оценивающийся примерно в 30—50 миллионов долларов США, что сделало её самой высокооплачиваемой артисткой современности. В том же году Джанет тайно сочеталась браком со своим давнишним бойфрендом, танцором и автором песен Рене Элизондо-мл. В начале 1992 года для саундтрека фильма «Деньги, деньги, ещё деньги» Джанет записала песню The Best Things in Life Are Free с Лютером Вандероссом и при участии Белл Бив Девоу и Ральфа Тресванта.

### 1993—1996:janet.,«Поэтичная Джастис»иDesign of a Decade 1986/1996
В мае 1993 года компания Virgin Records выпустила пятый студийный альбом Джексон под названием janet. (которое можно прочитать как «Джанет, и точка.»), дебютировавший на первом месте чарта Billboard 200. Певица дала следующие комментарии: «некоторые считают, что я выезжаю за счёт своей фамилии… Вот почему в этом альбоме я разместила лишь своё имя и не стала просить моих братьев писать или продюсировать для меня музыку». Ларри Флик из журнала Billboard отметил, что она «также расширяет свои музыкальные рамки на janet., наслаивая дип-хаус, свинг, хип-хоп, рок и карибские элементы, и всё это на фундаменте радио-ориентированного джека/фанка». В Rolling Stone написали: «Поскольку это принцесса американской чёрной королевской семьи, то всё, что Джанет Джексон делает — важно. Будь то самоутверждение в контексте собственной жизни, как в альбоме Control (1986), или принятие на себя командования танцевальной армией ритма в борьбе с социальными проблемами (Rhythm Nation 1814, в 1989 году), она сохраняет влияние. И когда она даёт знать о своей сексуальной зрелости, как это происходит на её новом альбоме janet., это культурный феномен». The New Rolling Stone Album Guide (2004) высказал мнение, что хит-сингл номер один из альбома, «That’s the Way Love Goes», лауреат премии Grammy 1994 года в номинации «лучшая R&B песня», и другие синглы, вошедшие в 10 лучших — «If», «Because of Love», «You Want This» и «Any Time, Any Place» — все они содержат «повзрослевшие желания». Роберт Джонсон из San Antonio Express-News писал, что альбом находится в диапазоне от «мечтательного и чувственного» до «откровенно эротического», и что хотя «[janet.] не совершенен… его достаточно, чтобы сделать её Королевой Поп-музыки». Напротив, Дэвид Браун из Entertainment Weekly дал альбому среднюю оценку, заявляя, что «её лёгкий голос зачастую заглушался её двумя продюсерами-мужчинами», и расценил janet. как «вопиющий плагиат стиля „клубный бит“ с альбома Мадонны Erotica». Альбом janet. был признан RIAA шестикратно платиновым, имея мировые продажи, превышающие 20 миллионов копий.
С выходом альбома janet. связан скандал, разразившийся в Сингапуре, когда власти запретили первоначальный вариант обложки, на котором мужские ладони прикрывали обнажённую грудь Джанет. В результате сошлись на варианте, на котором было только её лицо.

Фотография с обнажённой по пояс Джанет Джексон, ставшая одной из самых знаменитых обложек журнала Rolling Stone.

В июле 1993 года Джанет дебютировала в кино на большом экране, снявшись в фильме «Поэтичная Джастис» (англ. Poetic Justice). Rolling Stone назвал её исполнение «лжедебютом», несмотря на её неопытность, в то время как The Washington Post нашёл её «правдоподобно эксцентричной». Ещё несколько рецензий также были отрицательными, например, Оуэн Глеиберман из Entertainment Weekly отметил, что она «не неумелая актриса, просто у её личности не больше граней, чем у сыгранного ею образа пластиковой куколки». Баллада «Again», написанная Джексон, вошла в саундтрек фильма и получила номинацию на премию Оскар за лучшую оригинальную песню. В сентябре 1993 года Джанет, обнажённая по пояс, появляется на обложке журнала Rolling Stone, где её груди прикрыты руками её тогдашнего мужа Рене Элизондо-мл. Эта фотография, сделанная Патриком Демаршелье, является оригинальной (полной) версией обрезанного изображения, использованного в качестве обложки альбома janet. Соня Мюррей из The Vancouver Sun позже писала: «27-летняя Джанет остаётся несомненно упрочившейся в двух ролях: и образца для подражания, и секс-символа; фото Джанет в Rolling Stone… стало одной из самых узнаваемых и самой осмеиваемой журнальной обложкой года». Джанет заявила, что «…секс был важной частью меня на протяжении нескольких лет. Просто до настоящего времени это не становилось достоянием публики». Дэвид Ритц сравнил её изменения с Марвином Гэем, утверждая, что «так же, как Гэй перешёл от What’s Going On к Let’s Get It On, от аскетичности к экстатичности, Джанет, совершенно серьёзная, как Марвин, перешла от Rhythm Nation к janet. — её утверждению сексуального раскрепощения». Её второе всемирное турне, janet. Tour, получило восторженные отзывы критиков, Майкл Снайдер из San Francisco Chronicle назвал выступление Джанет на сцене стирающим границу между «поп-концертами стадионного масштаба и полноценными театральными феериями».
В тот же период времени брат Джексон, Майкл, оказался в центре скандала, связанного с обвинениями его в сексуальном развращении малолетних, при этом сам он свою вину отрицал. Джанет оказала брату моральную поддержку, опровергла заявления, сделанные в написанной её сестрой Ла Тойей книге «Ла Тойя: Взросление в семье Джексонов» (1991), о том, что её родители обижали её и других своих детей, когда те были маленькими. В интервью журналу Ebony она прокомментировала отчуждённость сестры от семьи: «её муж [Джек Гордон] … настолько промыл ей мозги, что она стала держаться подальше от нас». Нормент во время создания janet. рассказывал: «Ла Тойя внезапно появилась и устроила сцену в звукозаписывающей студии в Миннеаполисе», несмотря на тот факт, что «сестра [Джанет] игнорировала её звонки в течение четырёх лет до того момента». Кроме того, Джанет упрекала своего брата Жермена за выпад в сторону Майкла в его сингле 1991 года «Word To The Badd». В декабре 1994 года она совместно с Майклом работала над главным синглом из его альбома 1995 года HIStory — песней «Scream», написанной ими вдвоём в качестве реакции на пристальное внимание со стороны средств массовой информации, возникшее после предъявленных Майклу обвинений в растлении малолетних. Дуэт сразу занял пятую строчку в чарте Hot 100 singles, став первой песней в истории, дебютировавшей в пятёрке лучших. «Scream» внесена в Книгу рекордов Гиннесса как имеющая самое дорогое музыкальное видео. Клип был снят в мае 1995 года, а затраты на его создание составили 7 миллионов долларов. За него Джанет с братом получили премию Grammy 1995 года за лучшее короткометражное музыкальное видео.
В октябре 1995 года A&M Records выпустила первый сборник лучших песен Джанет Джексон, названный Design of a Decade 1986/1996, дебютировавший на третьем месте в чарте Billboard 200. Главный сингл компиляции, «Runaway», также достиг 3 строчки, но уже в чарте Hot 100. RIAA присвоила сборнику статус дважды платинового, а его продажи по миру превысили 4 миллиона копий. В январе 1996 года Джанет возобновила контракт с Virgin Records с объявленной стоимостью 80 миллионов долларов. Этот контракт утвердил её на тот момент в звании самого высокооплачиваемого записывающегося артиста современности, превзойдя не имевшие тогда себе равных 60-миллионные контракты её брата Майкла Джексона и Мадонны.

### 1997—1999:The Velvet Rope
В течение двух лет, предшествующих выходу её шестого студийного альбома, The Velvet Rope (рус. Бархатный шнурок), Джексон, по имеющимся сообщениям, страдала от депрессии и беспокойства. Майкл Сондерс из The Boston Globe считал альбом интроспективным взглядом на её борьбу с депрессией, описывая его как «критическое самоизучение и аудиодневник женского пути к самооткрытию». Как говорила сама Джанет: «мы все бывали на премьерах или в ночных клубах и видели шнурок, разделяющий тех, кто может войти, и тех, кто нет. Что-ж, такой же бархатный шнурок есть у нас внутри, он отделяет других от понимания наших чувств. В альбоме я пытаюсь показать и объяснить эти чувства… В жизни мне довелось побывать по обе стороны шнура. Временами, особенно в детстве, я чувствовала себя покинутой и одинокой. Временами ощущала недопонимание». The Velvet Rope также привнёс в музыку Джанет элементы садомазохизма. Эрик Хендерсон из Slant писал: «The Velvet Rope это концентрированно тёмный шедевр, который показывает, что между хлыстом и цепями нет ничего сексуальнее, чем эмоциональная нагота». Ларри Флик из Billboard назвал The Velvet Rope «лучшим американским альбомом года и самым её сильным за последние пять лет».
Выпущенный в октябре 1997 года The Velvet Rope сразу же занял высшую строчку в чарте Billboard 200. В августе 1997 года первый сингл из альбома, «Got 'Til It’s Gone», был запущен в радиоэфир и достиг 36 места в чарте Billboard Hot 100 Airplay. Сингл содержал семпл из песни Джони Митчелл «Big Yellow Taxi» и камео рэпера Кью-Типа. «Got 'Til It’s Gone» получил награду Grammy за лучший видеоклип. Второй сингл «Together Again» стал у Джанет восьмым хитом номер 1 в чарте Billboard Hot 100 singles, что сравняло её с Элтоном Джоном, Дайаной Росс и группой The Rolling Stones. Этот сингл провёл рекордные 46 недель в Hot 100, а также 19 недель в британском чарте синглов. «I Get Lonely» достиг третьего места в Hot 100. The Velvet Rope был продан в количестве свыше 10 миллионов копий по всему миру и получил статус трижды платинового.
Джанет пожертвовала часть доходов, полученных от продаж сингла «Together Again», в Американский Фонд Исследования СПИДа. Нил Маккормик из The Daily Telegraph заметил: «[Джанет] делает заявку на статус гей-иконы, используя образ примадонны, напоминающий о Дайане Росс, в Together Again, воспевая оду гомосексуальности в джазовой Free Xone и климаксируя (если можно так сказать) в причудливой лесбийской интерпретации стюартовской Tonight’s the Night». Rolling Stone видел в «Free Xone» «лучшую песню» альбома, описывая её как «антигомофобский трек, тонко меняющий тональности и ритмы, переходящий от принсовского джема к грозному семплу из композиции 'Tighten Up' группы Archie Bell and the Drells». The Velvet Rope был отмечен Национальным форумом превосходства чёрных лесбиянок и геев и получил премию за выдающийся музыкальный альбом на 9 ежегодной церемонии GLAAD Media Awards.
В 1998 году Джанет отправилась в мировое турне The Velvet Rope Tour, с концертами в Европе, Северной Америке, Африке, Азии, Новой Зеландии и Австралии. Роберт Хилбёрн из The Los Angeles Times писал: "так много амбициозности и чар бродвейского мюзикла в новом турне Джанет Джексон The Velvet Rope Tour, что нет ничего удивительного, что в концертной программе она значится «создателем и режиссёром шоу». Специальную телеверсию концерта, показанную телеканалом HBO 11 октября 1998 году, The Velvet Rope: Live in Madison Square Garden, посмотрело более 15 миллионов телезрителей. Двухчасовой концерт побил рейтинги всех четырёх главных телесетей в домах, которые были подписаны на HBO. В следующем месяце Джексон развелась с Элизондо-мл. В конце турне в 1999 году Джанет приглашала вокалистов для исполнения чужих песен. Кроме того, она спела дуэтом с Элтоном Джоном песню «I Know the Truth». В 1999 году на World Music Awards Джанет получила награду Legend Award вместе с Шер за «пожизненный вклад в музыкальную индустрию и выдающийся вклад в поп-индустрию». В конце 1999 года журнал Billboard присвоил Джанет звание второй самой успешной артистки десятилетия, после Мэрайи Кэри.

### 2000—2003:«Чокнутый профессор 2: Семья Клампов»иAll for You
В июле 2000 года Джанет появляется в своём втором фильме, «Чокнутый профессор 2: Семья Клампов», в роли профессора Дениз Гейнс, её партнёр по съёмочной площадке — Эдди Мёрфи. Эта кинолента стала для неё второй занявшей первое место по кассовым сборам, принеся в первый уик-энд проката примерно 42,7 миллионов долларов. Её песня «Doesn’t Really Matter», вошедшая в саундтрек фильма стала её девятым синглом на первой строчке чарта Billboard Hot 100 single. В том же году муж Джанет подал на развод. Джефф Гординьер из Entertainment Weekly писал, что восемь из тринадцати лет, на протяжении которых она и Элизондо знали друг друга, «[они] были женаты — факт, который им удавалось скрывать не только от международной прессы, но даже от собственного отца Джанет». Элизондо выдвинул многомиллионный иск против Джексон (по оценкам, на сумму от 10 до 25 миллионов долларов), мирное соглашение по которому не было заключено до 2003 года.
В марте 2001 года Джанет получила высшую награду American Music Awards — «За заслуги» — за её «изящно созданные, принятые критиками и социально значимые мультиплатиновые альбомы». Она также стала первым лауреатом вновь учреждённой премии mtvICON, «ежегодного признания артистов, совершивших значительный вклад в музыку, музыкальное видео и поп-культуру, оказав громадное влияние на поколение MTV». Седьмой альбом Джанет, All for You, был выпущен в апреле 2001 года, стартовав с первой позиции в чарте Billboard 200. Проданный в количестве свыше 605000 копий за первую неделю, он стал первым подобным достижением певицы за всю её карьеру. Стивен Томас Эрлвайн из Allmusic заявил, что «[Джанет] записала роскошную и чувственную пластинку, лениво длящуюся свои 70 с лишним минут, манящую тебя даже когда ты понимаешь, чем это вызвано», а Джон Парелес из The New York Times высказал мнение, что «в то время как ритм-энд-блюз обнажается, чтобы соответствовать угловатости хип-хопа, мисс Джексон купается в роскоши текстур, головокружительной, как новая влюблённость».
Заглавный трек, «All for You», стартовал в чарте Hot 100 на 14 месте, что стало лучшим результатом для сингла, не выпущенного в продажу. Тери ВанХорн c MTV присвоил Джанет титул «Королевы радио», поскольку этот сингл вошёл в историю радоэфира, «попав на все популярные, ритмические и урбанистические радиостанции, отписывающиеся в национальном журнале "Radio & Records" в первую же неделю после выхода. Сингл поднялся до верхней строчки чарта Hot 100, где продержался 7 недель. За «All for You» Джанет получила в 2001 году награду Grammy в номинации «Лучшая танцевальная запись». Второй сингл, «Someone to Call My Lover», содержащий гитарный семпл из композиции «Ventura Highway» группы America, достиг третьей позиции в чарте Hot 100. Альбом All for You был продан тиражом более семи миллионов по всему миру и сертифицирован как дважды платиновый.
Рецензии на джексоновское турне All for You Tour содержат сравнения с её тогдашними основными конкурентками. Журналист Los Angeles Times Дэвид Мэсси отмечал, что в сравнении с турне Мадонны Drowned World Tour, «Джанет опередила Меркантильную Девушку на милю… А наглость упоминания имени Бритни Спирс в утверждениях, будто шоу Джанет похоже на шоу Бритни? Здрасте! Вообще-то, всё наоборот!». Репортёр Руди Скалезе похвалил выступление Джанет, заметив, что она «не пропустила ни одного бита. Она всё ещё Королева поп-музыки». В противоположность этим оценкам Чарльз Пэсси из The Palm Beach Post писал, что «смотреть шоу Джанет после 'Drowned World' Мадонны значит понимать ограниченность формата поп-концерта. Мадонна раздвинула эти границы, вырастив драгоценный гибрид цирка, театра и музыки. Джанет, с другой стороны, не выбралась из рамок». Часть прибыли, полученной от продаж билетов на концерты турне, Джанет пожертвовала организации Boys & Girls Clubs of America, президент которой, Роксанна Спиллетт, заявила, «повышенное внимание, которое она привлечёт к нашему делу, вкупе с её щедрой финансовой поддержкой поможет нам привлечь ещё больше молодых людей, ищущих надежду и возможности».
В 2002 году Джанет совместно с регги-певцом Бенни Мэном работала над песней «Feel It Boy». Позже она выразит сожаление об этом сотрудничестве, обнаружив, что Бенни Мэн часто использует в своём творчестве гомофобные тексты, и принесёт свои извинения своим гомосексуальным слушателям в статье, опубликованной в The Voice. В том же году Джанет завела отношения с музыкальным продюсером Джерменом Дьюпри.

### 2004—2005: Супербоул XXXVIII иDamita Jo

Инцидент на Супербоуле

В феврале 2004 года на шоу во время перерыва между таймами чемпионата Супербоул XXXVIII Джанет исполняла
попурри из песен «All for You» и «Rhythm Nation», после чего к выступлению присоединился Джастин Тимберлейк со своей песней «Rock Your Body». Спев строчку «gonna have you naked by the end of this song» (рус. «чтобы ты была голой к концу этой песни»), Тимберлейк дёрнул Джанет за верхнюю часть костюма и, оторвав кусок, оголил её правую грудь с украшенным пирсингом соском. После выступления певица извинилась, назвав произошедшее несчастным случаем, и пояснила, что Тимберлейк должен был дёрнуть бюстье так, чтобы лишь обнажить её лифчик. Кроме того, она заявила: «Я действительно очень сожалею, если кого-либо обидела. Это правда произошло не по моей вине… MTV, CBS, NFL ни о чём не знали, и, к сожалению, всё пошло не так в самом конце». Тимберлейк также принёс извинения, назвав случившееся «неисправностью гардероба» (англ. «wardrobe malfunction»). В журнале Time написали, что данный инцидент стал первым по количеству повторных просмотров за всю историю TiVo (цифрового видеорекордера), а Монте Бурке из Forbes добавил, что «этот скоротечный момент заставил около 35000 человек оформить подписку [на TiVo]». Позже Джанет была внесена в редакцию 2007 года Книги рекордов Гиннесса как «Самая искомая за историю интернета» и «Самая искомая новость». CBS, NFL и MTV (телесеть, продюсировавшая шоу между таймами) подтвердили своё неведение о данном происшествии и отреклись от какой-либо ответственности за него. Однако Федеральная комиссия связи продолжила расследование, но в конечном счёте так и не смогла оштрафовать телекомпанию CBS на 550 тысяч долларов.
В результате этого случая CBS поставила условие, лишь при выполнении которого Джексон и Тимберлейк смогли бы появиться на 46-й церемонии вручения наград Grammy, — они оба должны были принести публичные извинения телесети, при этом не оправдывая инцидент какой-либо «неисправностью гардероба». Тимберлейк извинился, но Джексон отказалась. Вследствие этого Джермен Дьюпри отказался от своего места в комитете Grammy. Кроме того, этот конфликт расстроил планы Джанет сняться в телевизионном байопике певицы Лины Хорн для канала ABC-TV. Хотя, как сообщают, Хорн была недовольна случившимся на Супербоуле и настаивала на том, чтобы ABC выгнали Джанет из проекта, по словам представителей самой Джанет, она отказалась от участия по собственной воле.
В марте 2004 года вышел восьмой студийный альбом Джанет, Damita Jo, дебютировавший на втором месте чарта Billboard 200. Стив Джонс из USA Today писал, что «альбом, носящий второе имя [Джанет], показывает несколько сторон её личности». Во время интервью, певица отметила, что «альбом — о любви… Дамита Джо это один из персонажей, живущих внутри меня». Стивен Томас Эрлвайн из Allmusic описал альбом как «слуховой эквивалент жёсткой порнографии — ничего не оставляет для воображения и бесконечно скучен». Между тем в рецензии, написанной Энн Пауэрс из журнала Blender, утверждается: «Художественно структурированный и бессовестно нецензурный, Damita Jo эротичен своими дружелюбием и сбалансированностью. Этот час с гаком тантрического потока даже стирает в памяти нелепое оголение груди Джанет на Супербоуле». К концу месяца альбом получил статус платинового и на тот момент насчитывал свыше двух миллионов проданных копий по всему миру. Хотя альбом и стартовал со второй строчки, его четыре сингла так и не вошли в чарт лучших 40 хитов. Кейт Кофилд из Billboard прокомментировал это следующим образом: «для такой артистки, как Джексон, чьи синглы на протяжении её карьеры 27 раз входили в десятку лучших чарта Hot 100 singles, среди которых 10 — под номером один, это, пожалуй, разочарование». Кловер Хоуп из Billboard признал, что Damita Jo «оказался в густой тени фиаско на Супербоуле» и что Джермен Дьюпре, тогдашний президент отдела урбан-музыки Virgin Records, выразил «чувство неподдержки со стороны лейбла».
10 апреля 2004 года Джанет появилась в качестве ведущей в программе Saturday Night Live, и приняла участие в пародийном номере, высмеивающем случай, произошедший на Супербоуле. Помимо того, она снялась в роли самой себя в комедийном сериале «Уилл и Грейс» с персонажами ситкома Карен Уокер и Джеком МакФарлендом. По сюжету Джек пришёл на прослушивание к Джанет, чтобы стать одним из её танцоров. В ноябре 2004 года организация 100 Black Men of America, Inc. наградила Джанет как «афроамериканский образец для подражания», вручив ей награду за артистические достижения, за «карьеру, приведшую от успеха к огромному успеху». Несмотря на то, что, как писало издание New York Amsterdam News, «многие присутствующие выразили недоумение по поводу награждения 38-летней исполнительницы» из-за инцидента на Супербоуле, президент организации Пол Уильямс отвечал что, «о достоинстве личности нельзя судить по единственному моменту из жизни этого человека». В июне 2005 года, Джанет была награждена премией за человеколюбие организациями Human Rights Campaign и AIDS Project Los Angeles в знак признательности за её работу и участие в сборе денег для благотворительных организаций по борьбе со СПИДом.

### 2006—2007:20 Y.O.и«Зачем мы женимся?»
С целью прорекламировать свой готовящийся к выходу девятый студийный альбом, названный 20 Y.O., в июне 2006 года Джанет снялась для обложки журнала Us Weekly, впоследствии этот выпуск стал одним из самых продаваемых в истории издания. Компания Virgin Records выпустила 20 Y.O. в сентябре 2006 года и он сразу разместился на второй строчке чарта Billboard 200. Джанин Ковени из Billboard писала, что название альбома, означающее «возраст 20 лет» (англ. 20 Years Old), отражает «торжество радостного освобождения и исторически значимого музыкального стиля её пробивного альбома 1986 года Control». Джанет заявила, что «этот альбом перемещает меня туда, где меня не было некоторое время: R&B и танцы… В альбоме также присутствуют семплы из музыкальных композиций, которые вдохновляли меня 20, 25 лет назад».
Эван Серпик из журнала Rolling Stone отметил, что «название последнего альбома Джанет Джексон указывает на два десятилетия, минувшие с тех пор, как она выпустила свой прорывной альбом Control с такими хитами, как 'Nasty' и 'What Have You Done for Me Lately'. Будучи на её месте, мы бы не стали делать сравнений». Тем не менее, Гленн Гамбоа из Newsday дала альбому положительную оценку, заявив, что «в 20 Y.O. она обходится без драматических высказываний об обретении независимости и самоутверждении. Она также удерживается от большинства сексуальных непристойностей, присущих её предыдущим альбомам. Этот альбом целиком танцевальный и возвращает её к R&B корням». Главный сингл альбома «Call on Me» — дуэт с рэпером Нелли — достиг 25-й позиции в чарте Hot 100. 20 Y.O. был сертифицирован как платиновый. По сообщениям журнала Billboard, 20 Y.O. завершил контракт Джексон с Virgin Records; Джермен Дьюпри, который также продюсировал этот альбом, оставил свой пост главы отдела урбан-музыки Virgin в связи с «разочаровывающим исполнением» альбома Джанет.
В январе 2007 года Джанет была отмечена журналом Forbes как седьмая самая богатая женщина в шоу-бизнесе, с состоянием, оценённым в сумму свыше 150 миллионов долларов. Позже в том же году она снялась с Тайлером Перри в художественном фильме «Зачем мы женимся?» в роли психотерапевта по имени Патриция. Это её третий подряд фильм, дебютировавший на первом месте по кассовым сборам; он собрал 21,4 миллиона долларов за первую неделю проката. Ронни Шейб из журнала Variety описал игру Джанет как очаровательную, но слабую, в то время как Уэсли Моррис из The Boston Globe заметил, что Джанет изобразила свою героиню наделённой «мягкой властью». В феврале 2008 года за эту роль Джанет получила премию NAACP Image Award как выдающаяся актриса второго плана.

### 2008—2009:Discipline, смерть Майкла Джексона иNumber Ones

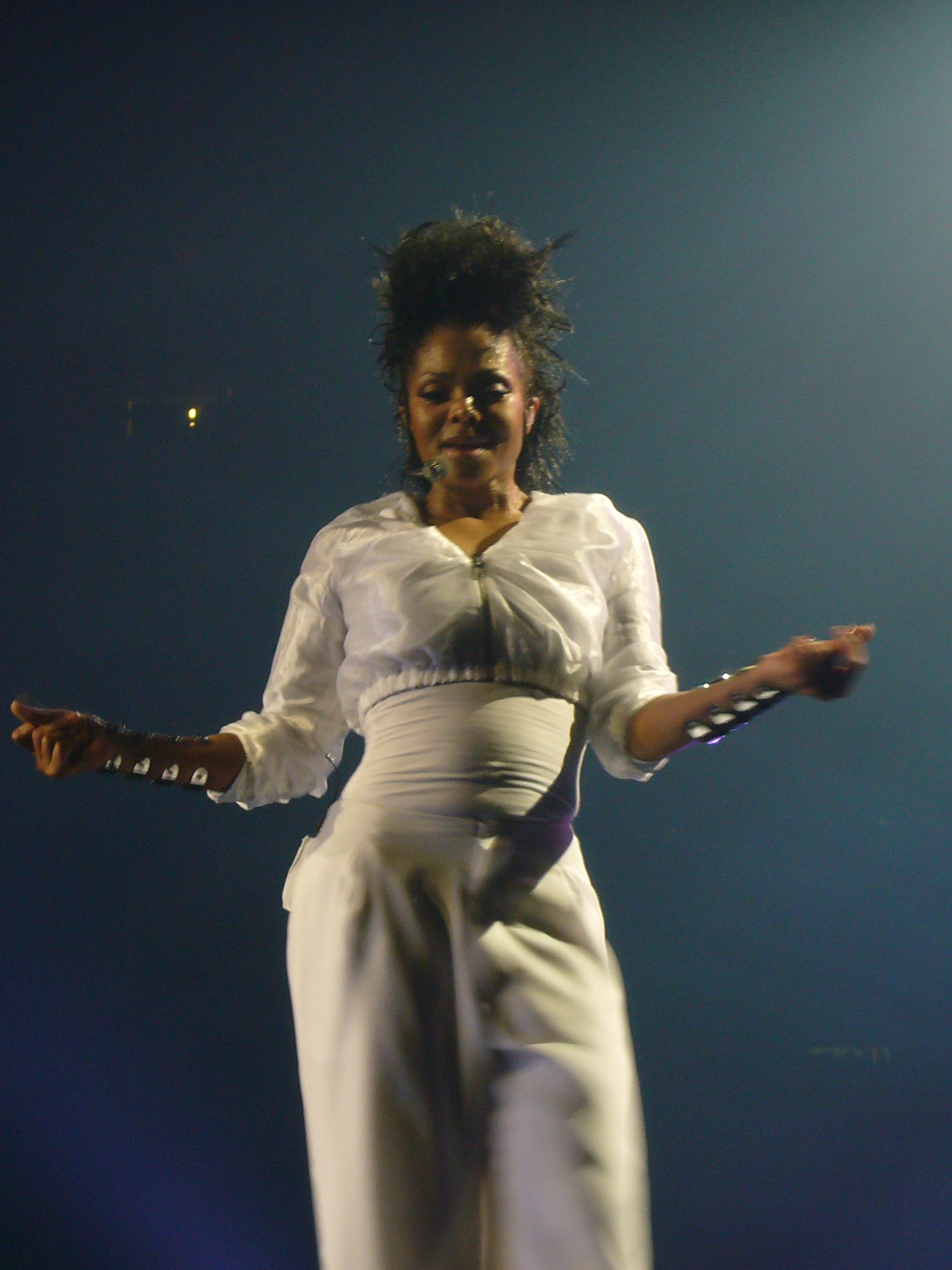
Джанет Джексон во время выступления в рамках тура Rock Witchu Tour в 2008 году.

В июле 2007 года Джанет поменяла звукозаписывающую компанию, заключив контракт с лейблом Island Records. Её десятый студийный альбом Discipline, вышел в феврале 2008 года, стартовав на первой позиции в чарте Billboard 200. Марго Уотсон из Entertainment Weekly отметила, что «её нимфоманским текстам — зачастую звучащим подобно низкопробным стишкам озабоченного подростка — определённо не хватает вкуса, необходимого для возвращения этой некогда прославленной поп-звезды в списки критиков». Энди Келлман из Allmusic выразил мнение, что «Джанет, возможно, не достигнет своих высот конца 80-х, но это не повод списывать её со счетов». Сингл Feedback достиг 15-й строчки в чарте Hot 100. В апреле 2008 года Джанет получила приз Vanguard Award на 19-й ежегодной церемонии вручения наград GLAAD Media Awards, за её вклад в пропаганду равных прав для участников ЛГБТ-сообщества. Президент GLAAD Нил Джи Джулиано прокомментировал это так: «У мисс Джексон огромное количество поклонников как внутри ЛГБТ-сообщества, так и вне его, и её борьба с нами против дискредитации, с которой всё ещё сталкиваются люди ЛГБТ-сообщества в нашей стране, чрезвычайно значительна». Пятое концертное турне Джанет Rock Witchu Tour началось в сентябре 2008 года. В том же месяце она и её звукозаписывающий лейбл расторгли контракт по взаимному соглашению. Родни «Даркчайлд» Джеркинс, который продюсировал альбом Discipline, признался, что «не чувствовал, что он [альбом] поддерживается правильно… Она просто не получила всё то возможное, что положено артисту её величины». За 14 месяцев, что она была связана с Island Records, продажи альбома составили 415000 копий и не получили сертификации RIAA. Billboard сообщил, что из-за неудовлетворённости Джанет продвижением её альбома, «лейбл согласился порвать их отношения с артисткой по её требованию».
В июне 2009 года брат Джексон, Майкл, умер в возрасте 50 лет. На награждении 2009 года BET Awards она впервые публично выступила по поводу его смерти, заявив следующее: «Я бы просто хотела сказать, что для вас Майкл кумир, а для нас Майкл — член семьи. И он будет вечно жить в наших сердцах. От лица нашей семьи и себя самой благодарю вас за всю вашу любовь, благодарю за всю вашу поддержку. Нам так сильно будет его не хватать». В эксклюзивном интервью журналу Harper’s Bazaar она сообщила, что узнала о смерти брата во время съёмок в Атланте фильма «Зачем мы женимся снова?». Между публичным и личным трауром со своей семьёй она сосредотачивалась на работе, чтобы сгладить горе, избегая любых сообщений в новостях, касающихся смерти её брата. Она заявила, что «важно видеть реальность, и я не то чтобы убегаю от неё, но иногда просто необходимо отвлекаться хоть на секунду». В тот же период времени она прекратила продлившиеся 7 лет отношения с Джерменом Дьюпри. В сентябре 2009 года певица исполнила «Scream» на церемонии MTV Video Music Awards в рамках посвящения памяти Майкла Джексона. Генеральный управляющий MTV Стивен Фридман рассказал: «Мы чувствовали, что никто лучше Джанет не справится с этим, не осуществит такой действительно мощный посыл, как она». Она подготовила номер совместно с известными хореографами и собственным творческим директором Джилом Дулдулао, координировавшим выступление. Оно получило похвалу нескольких критиков, а Майкл Слезак из издания Entertainment Weekly прокомментировал его следующим образом: «Она отработала на сцене с бо́льшим усердием, чем низкооплачиваемый рабочий, трудящийся сверхурочно, и, насколько того требует посвящение, оно было столь же энергичным, как и искренним».
Сингл «Make Me», вышедший вслед за выступлением на VMA, первоначально был доступен в формате потокового аудио на её официальном сайте, а позже стал доступен и для скачивания. Позже в том же месяце Джанет возглавила учредительное мероприятие Фонда исследования СПИДа amfAR, проводимое в Милане в рамках недели моды. Исполнительный директор Кевин Роберт Фрост заявил: «Мы глубоко признательны Джанет Джексон, что она присоединилась к amfAR в качестве руководителя его первого события в Милане». Одним из лотов аукциона стала пара усыпанных стразами ботинок её брата Майкла, которые он намеревался надевать на выступлениях во время несостоявшегося из-за его смерти турне This Is It, которые ушли с молотка за 14650 долларов. Мероприятие собрало в общей сумме 1,1 миллиона долларов для некоммерческой организации. Джанет публично поблагодарила «всех тех из сообщества мировой моды, кто сделал так много для помощи amfAR и поддержки исследований в области ВИЧ/СПИД». Её второй сборник лучших песен Number Ones, вышедший за пределами США под названием The Best, был выпущен в ноябре 2009 года Universal Music Enterprises (UMe) совместно с EMI Music. Певица выступила на открытии 37-й ежегодной церемонии вручения наград American Music Awards и на рождественском мероприятии Capital FM Jingle Bell Ball на арене O2 в Лондоне в декабре 2009 года.

### 2010—настоящее время: кино-проекты, выпуск книги«Истинный ты»
В апреле 2010 года Джанет снялась в продолжении фильма «Зачем мы женимся?» Тайлера Перри — «Зачем мы женимся снова?». Кинокартина заняла вторую строчку чартов, собрав в прокате кассу 30,1 миллиона долларов за первый уик-энд проката. Уэсли Моррис из The Boston Globe общее впечатление от фильма назвал «120-минутным эмоциональным занятием на степ-тренажёре» и добавил, что «наблюдение за истерической Джанет Джексон с истерической причёской, ремонтирующей дом, сжигает 500 калорий». Майк Хейл из The New York Times счёл исполнение Джанет «воодушевлённым и как ни странно забавным», в то время как Джеки Купер из The Huffington Post отметила, что «она очень впечатляюща в некоторые моменты и настолько же невыразительна в другие. Она демонстрирует готовность быть увиденной в моменты когда она наиболее взъерошена». Джанет записала главный сингл для саундтрека фильма — «Nothing», который был выпущен до премьеры. В мае 2010 года Джанет выступила на финале шоу American Idol, исполнив песни «Again», «Nothing» и «Nasty».
Джанет приняла участие в качестве ведущей звезды на фестивале Essence Music наряду с Алишей Киз и Мэри Джей Блайдж. По сообщениям Associated Press, «Джанет Джексон завладела аудиторией фестиваля Essence Music, уложила её у своих ног на более чем два часа и напомнила поклонникам, почему стоило ждать два года, чтобы увидеть её на концерте». Новая книга практических советов, написанная Джанет, «Истинный ты» (англ. True You), будет опубликована, как ожидается, осенью 2010 года. Кроме того, она снимется ещё в одном фильме Перри, адаптации пьесы «Для цветных девочек, подумывающих о суициде, когда восходит радуга» (англ. For Colored Girls Who Have Considered Suicide When the Rainbow Is Enuf), готовящемся к выходу в январе 2011 года.
2 октября 2015 года Джексон представила свой одиннадцатый студийный альбом Unbreakable. Альбом дебютировал на первом месте в Billboard 200, став её седьмым альбомом, возглавившим чарт в США. Спустя неделю после выхода альбома Джексон была номинирована на включение в Зал славы рок-н-ролла.
В апреле 2017 года Джанет рассталась со своим мужем Виссамом аль-Мана. Её эмоциональное исполнение на одном из концертов песни «What About», посвящённой домашнему насилию, привлекло внимание СМИ к её расставанию с мужем. Брат Джексон Рэнди утверждал, что она подвергалась оскорблениям со стороны аль-Маны, что способствовало их расставанию.
Выручка от концерта 9 сентября 2017 года в Тойота-центре в Хьюстоне, штат Техас, была пожертвована пострадавшим от урагана Харви. Перед концертом Джексон встретилась с мэром Хьюстона Сильвестром Тёрнером и пострадавшими в конференц-центре имени Джорджа Р. Брауна.
В мае 2018 года было объявлено, что Джексон получит награду Billboard Icon Award. В интервью журналу Billboard Джексон рассказала, что начала работу над новыми песнями.
17 августа 2018 года Джексон выпустила сингл «Made for Now», в записи которого принял участие Daddy Yankee.

## Личная жизнь
В 1984—1985 годах Джанет была замужем за музыкантом Джеймсом Дебаржем.
В 1991—2000 годах Джанет была замужем за танцором Рене Элизондо-младшим.
С 2012 года Джанет замужем в третий раз за бизнесменом Виссамом аль-Мана, с которым она встречалась 2 года до их свадьбы. У супругов есть сын — Исса аль-Мана (род.03.01.2017). 8 апреля 2017 года стало известно, что супруги расстались после пяти лет брака.

## Дискография
- Janet Jackson (1982)
- Dream Street (1984)
- Control (1986)
- Janet Jackson’s Rhythm Nation 1814 (1989)
- janet. (1993)
- The Velvet Rope (1997)
- All for You (2001)
- Damita Jo (2004)
- 20 Y.O. (2006)
- Discipline (2008)
- Unbreakable (2015)

## Актёрская фильмография
| Год       | Русское название                    | Оригинальное название          | Роль            | Примечания                            |
| --------- | ----------------------------------- | ------------------------------ | --------------- | ------------------------------------- |
| 1977-1979 | Хорошие времена                     | Good Times                     | Пенни Вудс      | Телесериал (снялась в 41-м эпизоде)   |
| 1979      | Новый ребёнок в семье               | A New Kind of Family           | Джоджо Эштон    | Телесериал (снялась в 3-х эпизодах)   |
| 1980-1984 | Различные ходы                      | Diff’rent Strokes              | Клауренс Дюпрей | Телесериал (снялась в 10-ти эпизодах) |
| 1984-1985 | Слава                               | Fame                           | Клео Льюит      | Телесериал (снялась в 23-х эпизодах)  |
| 1985      | Лодка любви                         | The Love Boat                  | Делиа Паркс     | Телесериал (снялась в 2-х эпизодах)   |
| 1993      | Поэтичная Джастис                   | Poetic Justice                 | Джастис         | Полнометражные фильмы                 |
| 2000      | Чокнутый профессор 2: Семья Клампов | Nutty Professor II: The Klumps | Дениз           | Полнометражные фильмы                 |
| 2007      | Зачем мы женимся?                   | Why Did I Get Married?         | Патриция        | Полнометражные фильмы                 |
| 2010      | Зачем мы женимся снова?             | Why Did I Get Married Too?     | Патриция        | Полнометражные фильмы                 |
| 2010      | Песни о любви                       | For Colored Girls              | Джо / Ред       | Полнометражные фильмы                 |

## Туры
- Rhythm Nation World Tour (1990)
- Janet World Tour (1993-95)
- The Velvet Rope World Tour (1998-99)
- All for You Tour (2001-02)
- Rock Witchu Tour (2008)
- Number Ones, Up Close and Personal (2011)
- Unbreakable Tour[англ.] (2015)

## Награды
У Джанет Джексон более 300 наград и номинаций на престижные музыкальные и иные премии.